# 池田禎治
池田 禎治（池田 禎治、いけだ ていじ、1910年1月22日 - 1977年2月26日）は、日本の政治家。衆議院議員（7期）。

## 経歴
福岡県田川郡香春町出身。上京し、東京府立第五中学に学ぶ。総同盟本部書記、社会民衆党書記などを経て、労働運動に加入した。その後、都新聞、読売新聞、時事新報の政治部記者から、時事新報政治部長となった。
戦後、日本社会党の結党に参加し西尾末広系の党内社会党右派に所属。片山内閣で内閣総理大臣秘書官と西尾末広国務大臣秘書官を務めた。福岡県小倉市（現在の北九州市小倉南区蜷田若園近辺）の県営アパートの一室を借りて、かなり手狭な社会党支部を開いている。1960年1月、民主社会党（後の民社党）結党に参加。1968年、委員長西村栄一の下で党国会対策委員長に就任。1971年春日一幸委員長の就任で国対委員長を留任し、同年田中角栄が矢野絢也らと共に沖縄関連法案が衆議院で強行採決されたのを受け、党として同法案の修正案に応じる。翌1972年国対委員長を退任。
1976年の総選挙で落選し、政界から引退。落選から間もない翌1977年2月26日、死去した。67歳没。同年3月1日、特旨を以て位記を追賜され、死没日付をもって従三位勲一等に叙され、瑞宝章を追贈された。

## 選挙歴
- 1952年10月、第25回衆議院議員総選挙で日本社会党（右派）から福岡4区から立候補し初当選。
- 1953年4月、第26回衆議院議員総選挙で再選。
- 1955年2月、第27回衆議院議員総選挙で再選
- 1958年5月、第28回衆議院議員総選挙で再選。
- 1960年11月、第29回衆議院議員総選挙で落選。
- 1963年11月、第30回衆議院議員総選挙で落選。
- 1967年1月、第31回衆議院議員総選挙で返り咲き。
- 1969年12月、第32回衆議院議員総選挙で再選。
- 1972年12月、第33回衆議院議員総選挙で再選。
- 1976年12月、第34回衆議院議員総選挙で落選し、政界引退。